# Бородино (посёлок, Дмитровский городской округ)
Бородино — посёлок в Дмитровском районе Московской области, в составе городского поселения Дмитров.

## Расположение
Деревня расположена в центральной части района, примерно в 2 километрах от восточной окраины Дмитрова, на водоразделе Яхромы и Якоти, высота центра над уровнем моря 230 м. Ближайшие населённые пункты — Кунисниково на северо-западе и Кузнецово на северо-востоке.

## История
До 2006 года Бородино входило в состав Внуковского сельского округа.
Постановлением Губернатора Московской области от 21 февраля 2019 года № 75-ПГ категория населённого пункта изменена с «деревня» на «посёлок».

## Население
| 2002 | 2006 | 2010 |
| ---- | ---- | ---- |
| 43   | ↘23  | ↗40  |